# Corporación Nacional para el Desarrollo
La Corporación Nacional para el Desarrollo es un organismo facilitador de la ejecución de proyectos de interés público en Uruguay. 

## Creación
Fue creada el 4 de diciembre de 1985, tras la aprobación de la Ley Nº 15.785, como una institución pública no estatal. La propiedad de su capital en la actualidad es 100% del estado uruguayo, aunque existe la posibilidad legal de participación accionaria privada hasta en un 40%.
Desde el 2021 el auditor externo es la empresa KPMG Sociedad Civil.

## Cometidos
Tiene como cometidos ser un órgano de asesoramiento en el desarrollo de infraestructura de interés público, así como en la planificación, dirección y gerenciamiento de proyectos.
Debe brindar servicios a las secretarías de estado, gobiernos departamentales, entes, empresas públicas y privadas.
Tiene un rol importante en la financiación de fideicomisos y fondos para la realización de obras y proyectos, incluso de proyectos muy grandes en dimensiones y montos como el del Ferrocarril Central y el proyecto del puerto.
Esta institución administra y ejecuta fondos de inversión en infraestructura pública, además de planificar y gerenciar obras como el mejoramiento de rutas, construcción de viviendas, liceos, escuelas, obras de saneamiento.
Al no regirse por el derecho público, sino por el derecho privado, por esas tareas percibe ingresos y las ganancias resultantes son volcadas al Estado.

## Holding
| Empresas                                                                   | Participación |
| -------------------------------------------------------------------------- | ------------- |
| Corporación Vial del Uruguay S.A.                                          | 100%          |
| Corporación Ferroviaria del Uruguay S.A.                                   | 100%          |
| Corporación Nacional Financiera Administradora de Fondos de Inversión S.A. | 100%          |
| Participa                                                                  |               |
| Servicios Logísticos Ferroviarios S. A.                                    | 49%           |
| Interconexión del Sur S.A.                                                 | 2,5%          |

## Autoridades
| Autoridades            | Periodo      |
| ---------------------- | ------------ |
| Enrique Vispo          | 1986 - 1990  |
| Roberto Horta          | 1990 - 1994  |
| Milka Barbato          | 1995 - 1999  |
| Julio de Brun          | 1999 - 2002  |
| Aldo Bonsignore        | 2002 - 2005  |
| Álvaro García          | 2005 - 2008  |
| Martín Dibarboure      | 2008 - 2009  |
| Juan Arturo Echevarría | 2009 - 2010  |
| Luis Porto             | 2010 - 2011  |
| Adriana Rodríguez      | 2011 - 2014  |
| Pedro Buonomo          | 2014 - 2015  |
| Fernando Calloia       | 2015 - 2015  |
| Jorge Perazzo          | 2015 - 2020  |
| José Luis Puig         | en ejercicio |